# قصر الملك عبد العزيز (الخرج)
قصر الملك عبد العزيز، يعتبر من القصور التاريخية الأثرية في محافظة الخرج وتحديدا في مدينة السيح عاصمة الخرج قديما، وما يزال موجوداً إلى وقتنا الحاضر. تم بناء القصر عام 1359 هـ الموافق 1940م بأمر من الملك عبد العزيز آل سعود.

## مساحة وبناء القصر
تبلغ مساحة القصر (1725) متراً مربعاً، وبني من الطوب اللبن إضافةً إلى تسقيفه بخشب الأثل والجريد، وأُتبع في بنائه النمط التقليدي لمنطقة نجد من حيث تواجد الفناء في الوسط ويطل عليه وحدات القصر، ويتكون القصر من دور أرضي، وطابق علوي، يعلوه ما يسمى بالسطح، وكانت العقود المستخدمة في عمارته بدلاً من الأعتاب الخشبية، وقد كان هذا القصر في الأصل معداً لاقامة الملك عبدالعزيز آل سعود وأسرته، وبعد بناء القصر الشرقي عام 1359هـ/ 1940م أصبح مخصصاً لاستقبال الضيوف والوفود، ويسمى قصر مشرف لأنه يشرف على مناطق الخرج القريبة منه مثل: اليمامة والسلمية، وقد أطلق هذا الاسم على القصر الشيخ سليمان الحمد الحمدان وزير المالية السابق، وقد قام ببناء القصر الغربي شخص اسمه ابن دحيم البقري من أهالي الأحساء وساعده في بنائه نحو 50 شخصاً، أما ملحقات القصر الشرقي فقد أسندت في بنائها إلى إبراهيم النشمي الذي أصبح أميراً للخرج فيما بعد، وقام شخص يدعى عبد الله السماعيل من أهالي الخرج بجلب الأبواب والنوافذ من الكويت ويربط بين القصرين الشرقي والغربي مطلع السيارة شبه المقوس وكان يطلق عليه آنذاك الدرجة وقد أُنشئ على أساس متين من الحصى والتراب ويوجد أسفله غرف للحراسة، وكان الملك عبد العزيز يستقبل ضيوفه في الغرفتين الواقعتين في الدور الأول في القصر الغربي المشيد من الطين والغرفتين اللتين أسفل يجلس فيها خويا الملك، ومن الشرفة العليا للقصر الشرقي من الجهة الشمالية كان الملك عبد العزيز يتفرج على الخيول وكان يطلق على هذا المكان مكان الخيول في ذلك الوقت «القرين»، وقد وصف أحمد عبد الغفور عطار القصر بقوله:«قصر جلالة الملك عبد العزيز الذي يعتبر بحق من روائع البناء فهو قصر محكم مشيد على الطراز الحديث ويحيط به حدائق غناء ورياض ناضرة، وبه بركة ماء كبيرة تسبح فيها الأسماك ذوات الأزياء الجميلة الزاهية الألوان، كما أن بالقصر حمامات فخمة بديعة إلا أن العجيب في هذا القصر أن السيارة تصعد إلى المجالس العلوية عبر طريق يأخذ في التصعيد تدرجاً حتى يصل إلى صالون فخم بالطابق الثاني، وفي هذا الطريق تمشي السيارة حتى تصل السطح وقد وقف ابن سليمان بنفسه على بناء هذا القصر الرائع الجميل وأفرغ فيه فنه المكتسب من الرحلات حيث شاهد روائع الأبنية والقصور حتى خرج من يد البناء والنجار تحفة فنية لها روعتها وعظمتها وجلالها، وينزل بهذا القصر جلالة الملك كلما قصد الخرج».

## أسباب البناء
يعود سبب بناء القصر إلى حماية «الرياض» وحماية حدودها الجنوبية من أي تمرد على الدولة، وتم بناء القصر تحديدا في الخرج لأنها هدف استراتيجي لكل من يريد السيطرة على اليمامة ونجد في تلك الحقبة، وتتميز الخرج بمواردها الطبيعية، وخصوبة أراضيها ووفرة عيونها المائية، كما تمتاز بالكثير من المواقع الأثرية المهمة التي يرجع تاريخ بعضها إلى 500 ق. م مثل المدافن الأثرية ومواقع (البنه) الأثرية باليمامة التي تمر عليها القوافل في رحلتها من الشام إلى اليمن والعكس، والمعروفة برحلة الشتاء والصيف.

## معرض الصور

- ملف:صورة قصر الملك عبد العزيز.jpg
- ملف:صوره قصر الملك عبد العزيز.jpg

## انظر ايضاً
- قصر المصمك
- قصر المربع
- قصر صاهود

## وصلات خارجية
- قصر مشرف بالخرج من هنا مر الملك المؤسس.
- معلومات عن قصر الملك عبد العزيز التاريخي بالخرج.